# Marc Bassingthwaighte
Marc Bassingthwaighte, né le 10 novembre 1983 à Windhoek, est un coureur cycliste namibien spécialiste de VTT cross-country. Il termine 30e de l'épreuve olympique 2012.

## Palmarès en VTT

### Jeux olympiques
- Londres 2012
  - 30e du cross-country

### Championnats d'Afrique
- 2009
  -  Champion d'Afrique de cross-country
- 2011
  -  Médaillé d'argent de cross-country
- 2012
  -  Médaillé d'argent de cross-country

### Championnats nationaux
| - 2009 - Champion de Namibie de cross-country - 2010 - Champion de Namibie de cross-country | - 2011 - Champion de Namibie de cross-country - 2012 - Champion de Namibie de cross-country |  |

## Palmarès sur route
| - 2007 - 3e du championnat de Namibie du contre-la-montre - 2010 - Nedbank Cycle Classic | - 2011 - 2e du championnat de Namibie sur route - 2012 - 3e du championnat de Namibie sur route |  |